# Eliminatórias da Copa do Mundo de Rugby de 2011 - Oceania
O processo de qualificação da Oceania teve início com a Copa das Nações da Oceania 2009, que também servirá como competição local. o campeão e classificado à Copa do Mundo foi a Samoa.
A primeira fase foi disputada pelo Vanuatu, Niue, Ilhas Cook e Papua Nova Guiné. O vencedor do torneio enfrentou a Samoa, para decidir a seleção classificada para o Grupo D da Copa do Mundo, que já conta com África do Sul, País de Gales, Fiji, e Namíbia.
A Oceania será o único continente a não enviar uma equipe para a Repescagem.

## 1ª Fase: Copas das Nações Oceânicas 2009
|  | Semifinal           | Semifinal  |    |  | Final              | Final |  |
|  |                     |            |    |  |                    |       |  |
|  | 27 de Junho de 2009 |            |    |  |                    |       |  |
|  | Papua-Nova Guiné    | 86         |    |  |                    |       |  |
|  | Vanuatu             | 12         |    |  |                    |       |  |
|  |                     |            |    |  |                    |       |  |
|  |                     |            |    |  | 4 de Julho de 2009 |       |  |
|  |                     |            |    |  | Papua-Nova Guiné   | 29    |  |
|  |                     | Ilhas Cook | 21 |  |                    |       |  |
|  |                     |            |    |  |                    |       |  |
|  |                     |            |    |  |                    |       |  |
|  |                     |            |    |  |                    |       |  |
|  | 27 de Junho de 2009 |            |    |  |                    |       |  |
|  | Ilhas Cook          | 29         |    |  |                    |       |  |
|  | Niue                | 7          |    |  |                    |       |  |

### Resultados

#### Semifinal
| Papua-Nova Guiné | 86 - 12 | Vanuatu | 27 de Junho de 2009 | Lloyd Robson Oval, Port Moresby, Papua Nova Guiné |
| Ilhas Cook       | 29 - 7  | Niue    | 27 de Junho de 2009 | Growers Stadium, Pukekohe, Nova Zelândia          |

#### Final
| Papua-Nova Guiné | 29 - 21 | Ilhas Cook | 4 de Julho de 2009 | Lloyd Robson Oval, Port Moresby, Papua Nova Guiné |

## Playoff Final
| Samoa            | 115 - 7 | Papua-Nova Guiné | 11 de Julho de 2009 | Apia Park, Apia, Samoa                            |
| Papua-Nova Guiné | 12 - 73 | Samoa            | 18 de Julho de 2009 | Lloyd Robson Oval, Port Moresby, Papua Nova Guiné |

Samoa venceu no placar agregado por 188 a 19 e se classificou para a Copa do Mundo de Rugby de 2011.